# Порпорино
Антонио Уберти (итал. Antonio Uberti), или Антон Хуберт (нем. Anton Hubert), прозванный Порпорино (итал. Porporino, 1719, Верона — 20 ноября 1783, Берлин) — певец-кастрат.

## Происхождение
Антонио Уберти родился в 1719 году, он был сыном немецкого солдата Даниэля Хубера и итальянки.

## Образование
Антонио Уберти был кастрирован в возрасте 13 лет, когда его «хороший голос», как говорят, привлек внимание священника, работавшего церковным капельмейстером, который затем отвел мальчика в консерваторию Сант-Онофрио (Неаполь), класс Антонио Порпора. Так же, как и другие два знаменитых певца-кастрата того времени Фаринелли и Каффарелли, учился пению у композитора Николы Порпоры.

## Известность
Как и многие его коллеги, Порпорино получил солидную вокальную подготовку у Порпоры в Сант-Онофрио. Согласно широко распространенной в то время практике, сценический псевдоним Антонио Уберти «Порпорино» произошёл от имени его учителя пения. После обучения Порпорино пел в Риме, Мессине, Палермо и других местах, пока Фридрих Великий не нанял его при своем дворе в 1740 году. С 1741 года выступал в Берлине в итальянской опере, был придворным певцом Фридриха II. Луи Шнайдер охарактеризовал Порпорино словами: «Голос у него был красивый, полный, пел очень правильно, а главная сила его заключалась в благородном исполнении адажио, к которому присовокуплялся и талант изложения, необыкновенный в то время и выгодно отличавший его от других коллег».

## В искусстве
В романе «Консуэло» Жорж Санд дала такую характеристику Порпорино:
В это же самое время Порпора получил письмо от своего ученика, великолепного контральтиста Уберто, носившего имя Порпорино и состоявшего на службе у Фридриха Великого. Этот знаменитый артист не был, как другие ученики профессора, чрезмерно ослеплен собственным успехом и не забыл, чем обязан своему учителю. Порпорино никогда не стремился изменить то, что приобрел, — манеру петь звучно и свободно, без фиоритур, придерживаясь разумных традиций маэстро, — и это неизменно обеспечивало ему успех. Особенно хорошо удавались ему адажио. Порпора питал к своему бывшему ученику слабость, которую ему с трудом удавалось скрывать перед фанатическими поклонниками Фаринелли и Кафариэлло. Маэстро соглашался, что искусство, блеск и гибкость голоса этих великих виртуозов изумительны и сразу возбуждают большой восторг у слушателей, падких на все необыкновенное. Но под сурдинку он говорил, что его Порпорино ни за что не станет потворствовать дурным вкусам и хотя поет всегда одним и тем же способом, но голос его не может надоесть. И, по-видимому, в Пруссии пение Порпорино действительно вызывало непреходящий восторг, ибо он блистал там в течение всей своей музыкальной карьеры и умер в преклонных годах, прожив в этой стране более сорока лет. Жорж Санд, «Консуэло» (гл. 92) 